# Noviherbaspirillum soli
Noviherbaspirillum soli es una especie de bacteria gramnegativa del género Noviherbaspirillum. Fue descrita en el año 2013. Su etimología hace referencia a suelo. Anteriormente se describió como Herbaspirillum soli en el año 2012. Es aerobia y móvil por flagelo polar. Tiene un tamaño de 1,2 μm de ancho por 1,9 μm de largo. Forma colonias circulares, convexas, opacas y de color naranja pálido en agar TSA tras 2 días de incubación. Catalasa y oxidasa positivas. Temperatura de crecimiento entre 20-34 °C, óptima de 28 °C. Es sensible a los antibióticos :penicilina, cefuroxima, ciprofloxacino, eritromicina, gentamicina, neomicina, polimixina y tetraciclina. Resistente a ampicilina y cloxacilina. Tiene un contenido de G+C de 61,9%. Se ha aislado del suelo en Tenerife, España.